# Blanchard, Iowa
Blanchard là một thành phố thuộc quận Page, tiểu bang Iowa, Hoa Kỳ. Năm 2010, dân số của thành phố này là 38 người.

## Dân số
Dân số qua các năm:
- Năm 2000: 61 người.
- Năm 2010: 38 người.